# سيريل بنوا
سيريل بنوا (بالفرنسية: Cyril F. Benoit)‏ هو مصرفي فرنسي، ولد في أغسطس 1974 في باريس في فرنسا.